# Ouled Addouane
Ouled Addouane è un comune dell'Algeria, situato nella provincia di Sétif.